# Diócesis de Nevers
La diócesis de Nevers (en latín: Dioecesis Nivernensis y en francés: Diocèse de Nevers) es una circunscripción eclesiástica de la Iglesia católica en Francia. Se trata de una diócesis latina, sufragánea de la arquidiócesis de Dijon. Desde el 16 de marzo de 2024 su obispo es Grégoire Drouot.

## Territorio y organización

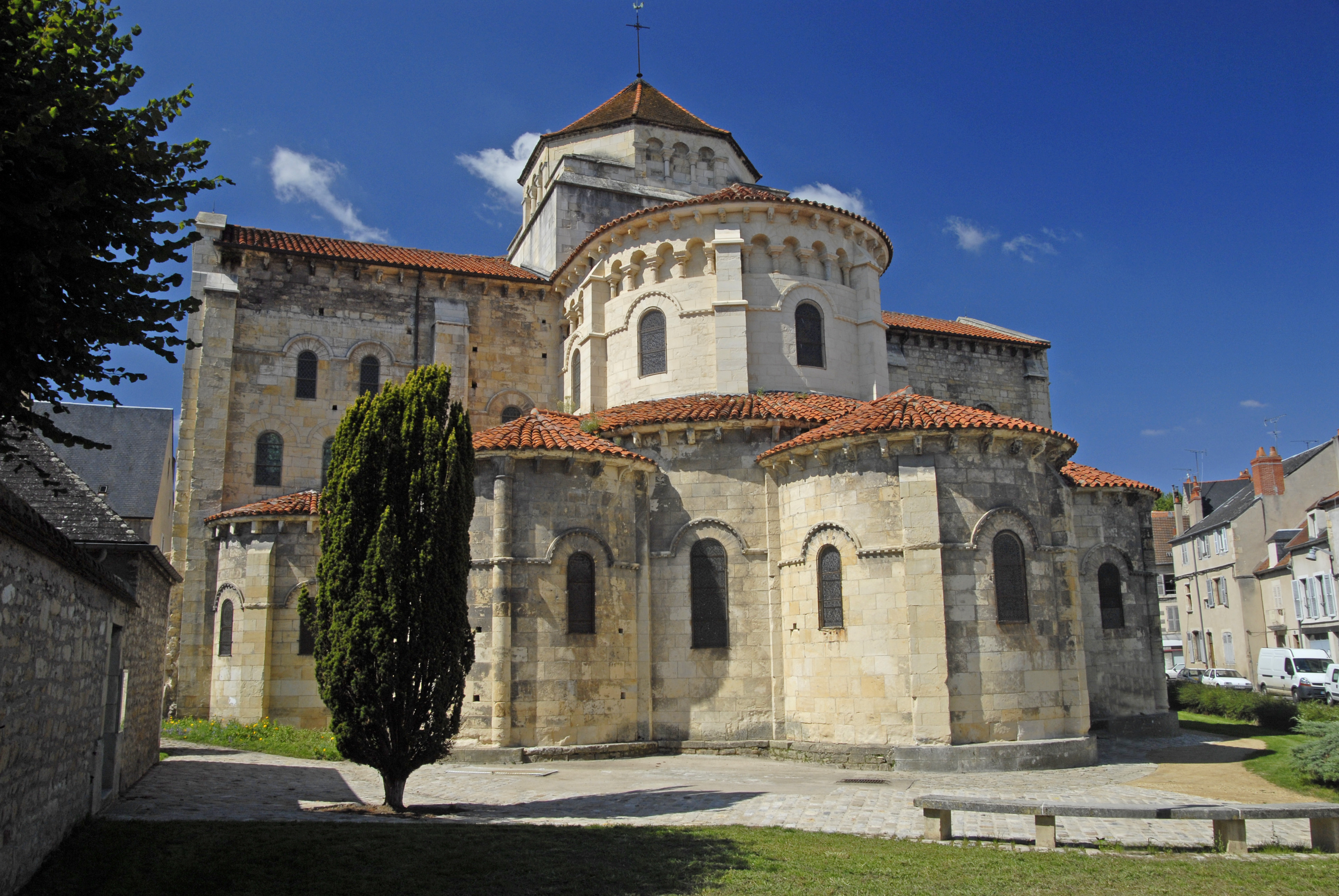
Iglesia abacial de Saint-Étienne, en Nevers

La diócesis tiene 6816 km² y extiende su jurisdicción sobre los fieles católicos de rito latino residentes en el departamento de Nièvre de la región de Borgoña-Franco Condado.

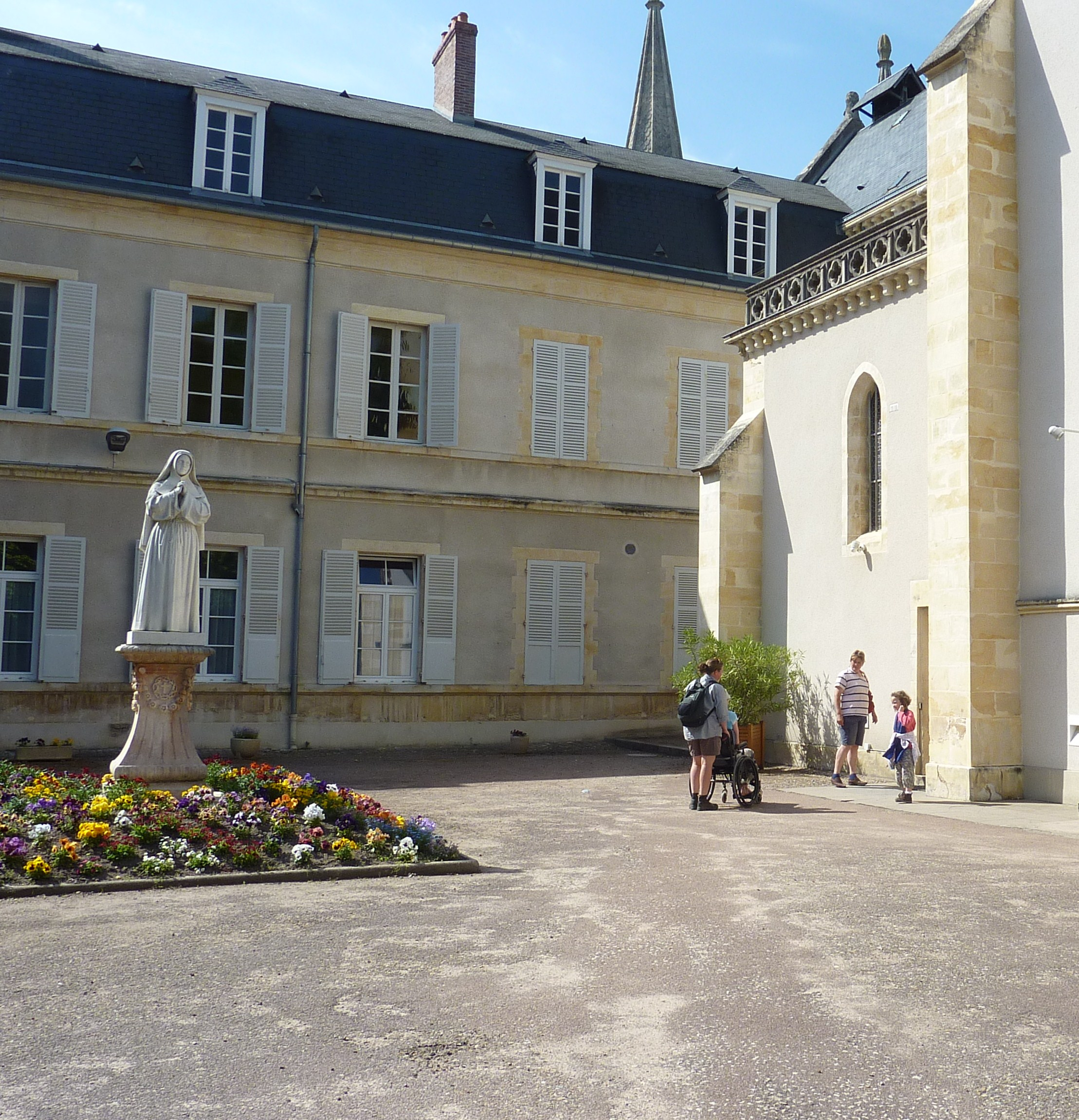
Capilla del convento de Saint-Gildard, en donde murió Bernadette Soubirous

La sede de la diócesis se encuentra en la ciudad de Nevers, en donde se halla la Catedral basílica de San Quirico y Santa Julieta.

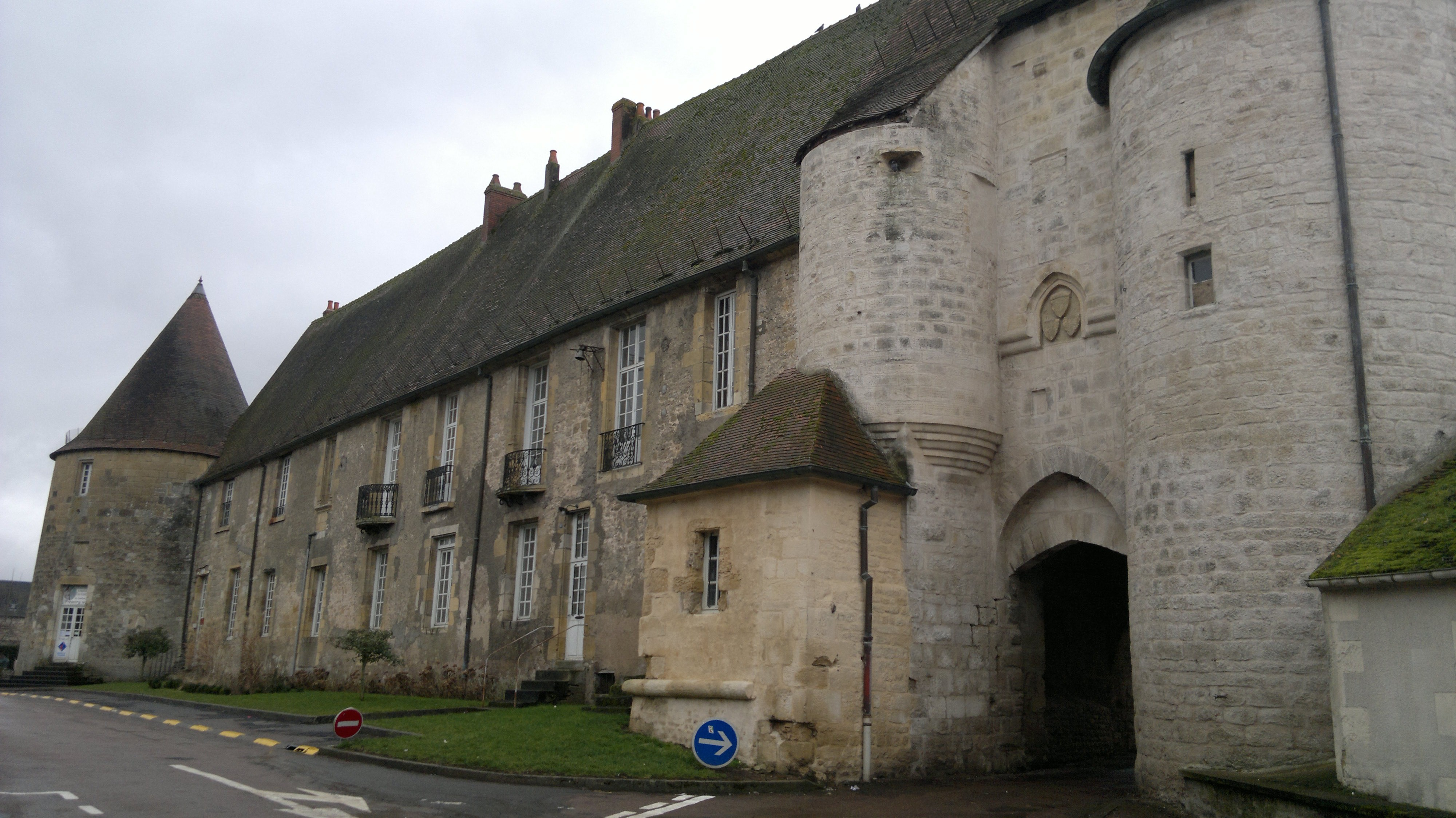
Castillo de los obispos de Nevers, en Prémery

En 2021 en la diócesis existían 45 parroquias agrupadas en 6 decanatos o Groupements de paroisses.

## Historia
La evangelización de la región de Nevers (Nevernese) se remonta al siglo III; la tradición transmite los nombres de los santos Reveriano, Pellegrino, Paolo y Patrizio. Desde el siglo V, la región forma parte del Reino de Borgoña, pero es difícil determinar si ya existía una diócesis en ese momento; la Notitia Galliarum, que data de este mismo período, no menciona a Nevers entre las civitates de la cuarta Galia Lugdunense (o Senonia). El historiador Louis Duchesne plantea la hipótesis de que la diócesis fue fundada con motivo de la construcción de una frontera entre los francos y los borgoñones.
Según la tradición, el primer obispo de Nevers sería san Euladio; en cambio, el primer obispo históricamente verificado es Tauriciano, que participó en el Concilio de Epaona en 517. Algunos de los obispos entre los siglos IV y IX son venerados como santos: Arigio, Agricola, Gerolamo, Deodato, Nectario e Iterio. Originalmente la diócesis era sufragánea de la arquidiócesis de Sens, sede metropolitana de Senonia.
La primitiva catedral del siglo VI estaba dedicada a los santos Gervasio y Protaso. En tiempos de Carlomagno el edificio, en muy mal estado, fue reconstruido y dedicado a los santos Quirico y Julia. La construcción de la actual catedral de estilo gótico se remonta al siglo XIII.
A partir del siglo XI florecieron en la diócesis algunas abadías importantes. De particular interés son: la abadía de Bellevaux (hoy Limanton) de la Orden Premonstratense, la de San Esteban de los benedictinos y la abadía Agustina de San Martín en Nevers.
En el siglo XVI, durante las Guerras de Religión, el obispo Jacques Spifame abrazó el calvinismo y renunció a la diócesis. Acusado de falsedad, fue decapitado en Ginebra.
El obispo Eustache de Chéry fue responsable de la creación del seminario diocesano, que se abrió en la abadía de San Martín y confió, en su dirección y enseñanza, a los monjes agustinos.
En el momento del inicio de la Revolución francesa, la diócesis incluía 271 parroquias, divididas en 2 arcedianatos y 15 arciprestazgos.
A raíz del concordato, el 29 de noviembre de 1801 con la bula Qui Christi Domini del papa Pío VII la diócesis fue suprimida y su territorio fue dividido entre la arquidiócesis de Bourges y la diócesis de Autun.
Un nuevo concordato, estipulado en junio de 1817, preveía el restablecimiento de la diócesis. Pero este acuerdo nunca entró en vigor, ya que no fue ratificado por el Parlamento de París. En consecuencia, el nombramiento de Jean-Marie Cliquet de Fontenay tampoco tuvo efecto.
El 6 de octubre de 1822 se restableció la diócesis con la bula Paternae charitatis del papa Pío VII, derivando el territorio de la diócesis de Autun.
Bernadette Soubirous se retiró a Nevers en 1866 al convento de las Hermanas de la Caridad de Nevers, donde murió el 16 de abril de 1879. En la ciudad episcopal se encuentra también la casa madre de las Hermanas de la Caridad, fundada en 1680.
El 8 de diciembre de 2002 pasó a formar parte de la provincia eclesiástica de la arquidiócesis de Dijon.

## Estadísticas
Según el Anuario Pontificio 2022 la diócesis tenía a fines de 2021 un total de 143 420 fieles bautizados.
| Año                                                                             | Población            | Población | Población      | Sacerdotes | Sacerdotes    | Sacerdotes    | Bautizados por sacerdote | Diáconos permanentes | Religiosos | Religiosos | Parroquias |
| Año                                                                             | Bautizados católicos | Total     | % de católicos | Total      | Clero secular | Clero regular | Bautizados por sacerdote | Diáconos permanentes | Varones    | Mujeres    | Parroquias |
| ------------------------------------------------------------------------------- | -------------------- | --------- | -------------- | ---------- | ------------- | ------------- | ------------------------ | -------------------- | ---------- | ---------- | ---------- |
| 1950                                                                            | 240 000              | 248 559   | 96.6           | 242        | 235           | 7             | 991                      |                      | 7          | 270        | 309        |
| 1970                                                                            | 235 000              | 247 702   | 94.9           | 182        | 176           | 6             | 1291                     |                      | 13         | 325        | 311        |
| 1980                                                                            | ?                    | 251 900   | ?              | 142        | 134           | 8             | ?                        |                      | 14         | 298        | 311        |
| 1990                                                                            | 235 000              | 246 000   | 95.5           | 105        | 98            | 7             | 2238                     | 1                    | 12         | 233        | 64         |
| 1999                                                                            | 229 300              | 233 000   | 98.4           | 75         | 69            | 6             | 3057                     | 4                    | 10         | 186        | 63         |
| 2000                                                                            | 221 300              | 225 000   | 98.4           | 75         | 68            | 7             | 2950                     | 4                    | 11         | 192        | 63         |
| 2001                                                                            | 221 000              | 225 600   | 98.0           | 77         | 68            | 9             | 2870                     | 4                    | 13         | 192        | 63         |
| 2002                                                                            | 221 000              | 225 600   | 98.0           | 68         | 59            | 9             | 3250                     | 6                    | 13         | 192        | 63         |
| 2003                                                                            | 221 000              | 225 600   | 98.0           | 71         | 63            | 8             | 3112                     | 6                    | 12         | 189        | 52         |
| 2004                                                                            | 180 000              | 232 000   | 77.6           | 67         | 60            | 7             | 2686                     | 6                    | 11         | 202        | 51         |
| 2013                                                                            | 183 900              | 232 700   | 79.0           | 51         | 45            | 6             | 3605                     | 10                   | 11         | 166        | 47         |
| 2016                                                                            | 166 000              | 216 786   | 76.6           | 49         | 43            | 6             | 3387                     | 12                   | 12         | 155        | 47         |
| 2019                                                                            | 148 400              | 208 518   | 71.2           | 46         | 40            | 6             | 3226                     | 11                   | 6          | 69         | 47         |
| 2021                                                                            | 143 420              | 201 518   | 71.2           | 44         | 37            | 7             | 3259                     | 14                   | 7          | 52         | 45         |
| Fuente: Catholic-Hierarchy, que a su vez toma los datos del Anuario Pontificio. |                      |           |                |            |               |               |                          |                      |            |            |            |

## Episcopologio
Hay dos catálogos episcopales antiguos de Nevers, contenidos en un sacramentario del siglo XI y en un evangeliario del siglo IX. Ambos se remontan, de primera mano, a Hugo II († 1066), por lo que es probable que fueran escritos en esta época. Estos textos sólo pueden ser verificados a partir de finales del siglo IX; para los obispos anteriores informan nombres desconocidos en la historia, mientras que faltan algunos nombres de obispos documentados históricamente por fuentes fuera de los catálogos.
Hay otro catálogo de finales del siglo XII y atribuido a Roberto de Saint-Marien, que distingue a los obispos en dos series: los que tenían como sede episcopal la iglesia de los santos Gervaso y Protasio, y los que se sentaban en la cátedra de la iglesia de los santos Quirico y Julia. El traslado de la cátedra episcopal se produjo en la época de Carlomagno.
- San Euladio (Euladius) †[nota 3]
- Tauriciano † (mencionado en 517)
- Rustico † (antes de 538-después de 541)
- San Arigio † (antes de 549-después de 552)
- Eufronio † (mencionado en 558)[nota 4]
- San Eoladio (Aeoladius) † (mencionado en 570)
- San Agricola † (antes de 581-después de 590)
- Fulcilio †[nota 5]
- Rauraco † (antes de 614-después de 654)
- Leodebaldo † (mencionado en 660)
- Echerio †[nota 6]
- San Iterio †[nota 7]
- Opportuno †
- Gisleberto †
- Nettario †
- Widdone †
- Ebarcio †
- San Deodato †
- Chebroaldo † (mencionado en 747)[nota 8]
- Raginfredo †[nota 9]
- San Gerolamo † (inicios del siglo IX)[nota 10]
- Giona † (antes de 817-después de 829)
- Gerfredo † (mencionado en 833 circa)
- Erimanno † (antes de 841-después de 858)[nota 11]
- Abbone † (antes de 862-después de enero de 881)[nota 12]
- Emmeno † (antes de 885-después de julio de 891)
- Francone † (antes de julio de 894-después de 903)
- Attone † (antes de 908-después de 910)
- Launone † (mencionado en 924)
- Tedalgrino † (antes de 932-después de agosto de 946)
- Gauberto † (antes de marzo de 948-después de abril de 955)
- Gerardo †[nota 13]
- Natrano, O.S.B. † (circa 959-después de marzo de 979)
- Rocleno † (antes de octubre de 982-después de 1001)
- Hugues de Champallement I † (circa 1013-7 de mayo de 1066[nota 14] falleció)
- Malguin † (antes de 1068-1 de junio de 1074 falleció)
- Hugues de Champallement II † (antes del 1 de noviembre de 1074-23 de noviembre de 1191 falleció)[nota 15]
  - Sede vacante
- Gui † (circa 1096-29 de abril de 1099 falleció)
- Hervé † (18 de diciembre de 1099 consagrado-8 de agosto de 1110 falleció)
- Hugues III † (antes de abril de 1111-25 de febrero de 1121 falleció)
- Fromond † (1121-29 de noviembre de 1145 falleció)
- Geoffroi † (1146 o 1147-14 de febrero de 1159 falleció)
- Bernard de Saint-Saulge † (antes de febrero de 1160-14 de febrero de 1177 falleció)
- Thibaut † (1177-25 de abril de 1189 falleció)
- Jean † (1190-15 de abril de 1196 falleció)
- Gauthier † (1196-11 de enero de 1202 falleció)
- Guillaume de Saint-Lazare † (1202-19 de mayo de 1221 falleció)
- Gervais de Châteauneuf † (1222-28 de febrero de 1223 falleció)
- Renaud de Nevers † (1223-28 de julio de 1230 falleció)
- Raoul de Beauvais † (abril de 1232-19 de noviembre de 1239 falleció)
- Robert Le Cornu † (1240-14 de enero de 1252 o 1253 falleció)
- Henri Le Cornu † (9 de junio de 1253-14 de mayo de 1254 nombrado arzobispo de Sens)
- Guillaume de Grandpuy † (8 de marzo de 1255-31 de mayo de 1260 falleció)
- Robert de Marzy † (1260-14 de enero de 1273 falleció)
- Gilles de Châteaurenaud † (26 de febrero de 1273-? falleció)
- Gilles de Chastelet † (23 de julio de 1285-28 de julio de 1294 falleció)[nota 16]
- Jean de Savigny † (28 de marzo de 1295-4 de junio de 1314 falleció)
- Guillaume Beaufils † (1314-2 de febrero de 1319 falleció)
- Pierre Bertrand el Viejo † (28 de enero de 1320-19 de mayo de 1322 nombrado obispo de Autun)
- Bertrand Gascon † (19 de mayo de 1322-1332 falleció)
- Jean Mandevillain † (1333-12 de septiembre de 1334 nombrado obispo de Arras)
- Pierre Bertrand il Giovane † (20 de enero de 1335-15 de marzo de 1339 nombrado obispo de Arras)
- Bertrand Tissandier † (15 de marzo de 1339-? falleció)
- Renaud des Moulins † (6 de noviembre de 1359-1361 falleció)[nota 17]
- Pierre Aycelin de Montaigut, O.S.B. † (2 de agosto de 1361-8 de enero de 1371 nombrado obispo de Laon)
- Jean de Neufchâtel † (10 de febrero de 1371-27 de agosto de 1372 nombrado obispo de Toul)
- Pierre de Villiers, O.P. † (27 de agosto de 1372-12 de septiembre de 1375 nombrado obispo de Troyes)
- Pierre de Dinteville † (12 de septiembre de 1375-1380 falleció)
- Maurice de Coulange-la-Vineuse, O.P. † (1 de abril de 1381-16 de enero de 1395 falleció)
- Philippe Froment, O.P. † (1 de febrero de 1395-20 de enero de 1401 falleció)
- Robert de Dangueil † (mayo de 1401-22 de julio de 1430 falleció)
- Jean Germain † (15 de diciembre de 1430-20 de agosto de 1436 nombrado obispo de Chalon)
- Jean Vivien † (26 de septiembre de 1436-junio de 1445 falleció)
  - Jean Troufon † (8 de octubre de 1445-?) (obispo electo)
- Jean d'Etampes † (15 de enero de 1448-1461 renunció)
- Pierre de Fontenai † (23 de septiembre de 1461-3 de junio de 1499 falleció)
  - Fernando de Almeida (Cotignus) † (19 de junio de 1499-7 de enero de 1500 falleció) (obispo electo)
- Filippo II di Kleve † (24 de enero de 1500-9 de agosto de 1503 nombrado obispo de Autun)
  - Niccolò Fieschi † (después del 9 de agosto de 1503-1505 renunció) (administrador apostólico)
- Antoine de Fleurs † (31 de mayo de 1505-12 de septiembre de 1507 falleció)
- Jean Bohier † (7 de febrero de 1508-30 de julio de 1512 falleció)
- Imbert de la Platière de Bourdillon † (13 de enero de 1513-11 de febrero de 1519 falleció)
- Jacques d'Albret † (14 de marzo de 1519-22 de febrero de 1540 falleció)
- Carlo di Borbone-Vendôme † (5 de julio de 1540-5 de mayo de 1546 renunció)
- Jacques Spifame † (5 de mayo de 1546-1558 renunció)
- Gilles Spifame † (27 de enero de 1559-7 de abril de 1578 falleció)
- Arnaud Sorbin † (26 de mayo de 1578-1 de mayo de 1606 falleció)
- Eustache Du Lis † (17 de julio de 1606-17 de junio de 1643 falleció)
- Eustache de Chéry † (17 de junio de 1643 por sucesión-antes del 26 de septiembre de 1666 renunció)
- Édouard Valot † (7 de marzo de 1667-3 de septiembre de 1705 falleció)
- Édouard Bargedé † (22 de marzo de 1706-20 de julio de 1719 falleció)
- Charles-Fontaine Des Montees † (18 de septiembre de 1719-20 de febrero de 1740 falleció)
- Guillaume d'Hugues de la Motte † (5 de diciembre de 1740-19 de julio de 1751 nombrado arzobispo de Vienne)
- Jean-Antoine de Tinseau † (19 de julio de 1751-24 de septiembre de 1782 falleció)
- Pierre de Séguiran † (16 de diciembre de 1782-3 de abril de 1789 falleció)
- Louis-Jérême de Suffren de Saint-Tropez † (3 de agosto de 1789-21 de junio de 1796 falleció)
  - Sede vacante (1796-1801)
  - Sede suprimida (1801-1822)
  - Jean-Marie Cliquet de Fontenay † (1 de octubre de 1817-1 de julio de 1820 nombrado arzobispo de Bourges) (obispo electo)
- Jean-Baptiste-François-Nicolas Millaux † (16 de mayo de 1823-19 de febrero de 1829 falleció)
- Charles de Douhet d'Auzers † (27 de julio de 1829-9 de febrero de 1834 falleció)
- Paul Naudo † (30 de septiembre de 1834-22 de julio de 1842 nombrado arzobispo de Aviñón)
- Dominique-Augustin Dufêtre † (27 de enero de 1843-6 de noviembre de 1860 falleció)
- Théodore-Augustin Forcade † (18 de marzo de 1861-25 de julio de 1873 nombrado arzobispo de Aix)
- Thomas-Casimir-François de Ladoue † (25 de julio de 1873-23 de julio de 1877 falleció)
- Etienne-Antoine-Alfred Lelong † (21 de septiembre de 1877-16 de noviembre de 1903 falleció)
  - Sede vacante (1903-1906)
- François-Léon Gauthey † (21 de febrero de 1906-20 de enero de 1910 nombrado arzobispo de Besanzón)
- Pierre Chatelus † (13 de abril de 1910-22 de abril de 1932 renunció[nota 18])
- Patrice Flynn † (16 de agosto de 1932-17 de diciembre de 1963 renunció[nota 19])
- Michel-Louis Vial † (17 de diciembre de 1963 por sucesión-2 de julio de 1966 nombrado obispo de Nantes)
- Jean François Marie Streiff † (21 de septiembre de 1966-8 de julio de 1987 retirado)
- Michel Paul Marie Moutel † (19 de julio de 1988-22 de julio de 1997 nombrado arzobispo de Tours)
- François Joseph Pierre Deniau † (26 de junio de 1998-27 de agosto de 2011 retirado)
- Thierry Brac de la Perrière (27 de agosto de 2011-26 de junio de 2023 renunció[nota 20])[nota 21]
- Grégoire Drouot, desde el 16 de marzo de 2024